# All That I Am
All That I Am je devetnajsti studijski album skupine Santana. Album je izšel 31. oktobra 2005 in je debitiral na 2. mestu lestvice Billboard 200, s prodanimi 142,309 izvodi v prvem tednu. Pri snemanju albuma je sodelovalo nekaj gostov, tako kot pri prejšnjih dveh albumih.

## Singli
Prvi singl z albuma, »I'm Feeling You«, pri katerem so sodelovali Michelle Branch in The Wreckers, je izšel oktobra 2005, dosegel pa je le 55. mesto lestvice Billboard Hot 100. Drugi singl z albuma, »Just Feel Better«, pri katerem je sodeloval Steven Tyler, je izšel novembra 2005 in je dosegel 7. mesto avstralske lestvice in 77. mesto lestvice v Združenem kraljestvu. Zadnji singl, »Cry Baby Cry«, pri katerem sta sodelovala Sean Paul in Joss Stone, je v Združenem kraljestvu dosegla le 71. mesto lestvice.

## Seznam skladb
| Št. | Naslov                                                    | Pisec                                                       | Dolžina |
| --- | --------------------------------------------------------- | ----------------------------------------------------------- | ------- |
| 1.  | „Hermes‟                                                  | Carlos Santana, S. Jurad                                    | 4:08    |
| 2.  | „El Fuego‟                                                | Carlos Santana, Jean Shepherd, Richard Shepherd             | 4:17    |
| 3.  | „I'm Feeling You‟ (feat. Michelle Branch in The Wreckers) | Kara DioGuardi, John Shanks, Michelle Branch                | 4:13    |
| 4.  | „My Man‟ (feat. Big Boi in Mary J. Blige)                 | Antwan Patton, Nsilo Reddick, Nicholas Sherwood, Rob Thomas | 4:37    |
| 5.  | „Just Feel Better‟ (feat. Steven Tyler)                   | Jamie Houston, Buck Johnson, Damon Johnson                  | 4:12    |
| 6.  | „I Am Somebody‟ (feat. will.i.am)                         | will.i.am, George Pajon, Jr.                                | 4:02    |
| 7.  | „Con Santana‟ (feat. Ismaïla in Sixu Toure)               | Carlos Santana, Ismaïla Toure, Tidane "Sixu" Toure          | 3:18    |
| 8.  | „Twisted‟ (feat. Anthony Hamilton)                        | Dante Ross, Nandi Willis                                    | 5:11    |
| 9.  | „Trinity‟ (feat. Kirk Hammett in Robert Randolph)         | Carlos Santana, Michael Brook                               | 3:33    |
| 10. | „Cry Baby Cry‟ (feat. Sean Paul in Joss Stone)            | Lester Mendez, Sean Paul, Kara DioGuardi, Jimmy Harry       | 3:53    |
| 11. | „Brown Skin Girl‟ (feat. Bo Bice)                         | Jamie Houston                                               | 4:44    |
| 12. | „I Don't Wanna Lose Your Love‟ (feat. Los Lonely Boys)    | Henry Garza, Ringo Garza, Joey Garza                        | 4:00    |
| 13. | „Da Tu Amor‟                                              | Carlos Santana, Andy Vargas, Gary Glenn                     | 4:03    |

## Glasbeniki
- Carlos Santana – kitara, spremljevalni vokali
- Chester Thompson – orgle
- Benny Rietveld – bas kitara
- Dennis Chambers – bobni
- Karl Perazzo – konge, timbales, tolkala, spremljevalni vokali
- Raul Rekow – konge, spremljevalni vokali
- Jeff Cressman – trombon
- Bill Ortiz – trobenta

## Lestvice in certifikati
| Lestvica (2005)                  | Mesto |
| -------------------------------- | ----- |
| Avstralija (ARIA)                | 36    |
| Avstrija (Ö3 Austria)            | 6     |
| Belgija (Ultratop Flanders)      | 52    |
| Belgija (Ultratop Wallonia)      | 34    |
| Nizozemska (MegaCharts)          | 20    |
| Francija (SNEP)                  | 19    |
| Finska (Suomen virallinen lista) | 13    |
| Nemčija (Offizielle Top 100)     | 6     |
| Italija (FIMI)                   | 4     |
| Nova Zelandija (RMNZ)            | 12    |
| Norveška (VG-lista)              | 18    |
| Španija (PROMUSICAE)             | 31    |
| Švedska (Sverigetopplistan)      | 29    |
| Švica (Schweizer Hitparade)      | 5     |
| ZDA (Billboard 200)              | 2     |

| Regija                   | Certifikat | Prodaja |
| ------------------------ | ---------- | ------- |
| Avstrija (IFPI Austria)  | Zlat       | 15,000  |
| Nova Zelandija (RMNZ)    | Platinast  | 15,000  |
| Švica (IFPI Switzerland) | Zlat       | 20,000  |
| ZDA (RIAA)               | Zlat       | 500,000 |